# Blécourt (Nord)
Pour les articles homonymes, voir Blécourt.
Blécourt est une commune française située dans le département du Nord, en région Hauts-de-France.

## Géographie

### Localisation
Blécourt est un village du Cambrésis, proche du Pas-de-Calais et situé à 6 km au nord de Cambrai, 32 km à l'est d'Arras, 20 km au sud-est de Douai et à 47 km de Lille, 27 km au sud ouest de Valenciennes, 35 km de la frontière franco-belge et à  59 km de Mons.
Son territoire est tangenté par l'autoroute A2 et est aisément accessible depuis l'ancienne route nationale 43 (actuelle RD 643) qui relie Cambrai à Douai.

### Communes limitrophes
|          | Abancourt          | Bantigny  |
| Sancourt | Blécourt           | Cuvillers |
|          | Tilloy-lez-Cambrai | Ramillies |

### Hydrographie

#### Réseau hydrographique
La commune est située dans le bassin Artois-Picardie. Elle est drainée par le Ravin de Bantigny la Racine,.

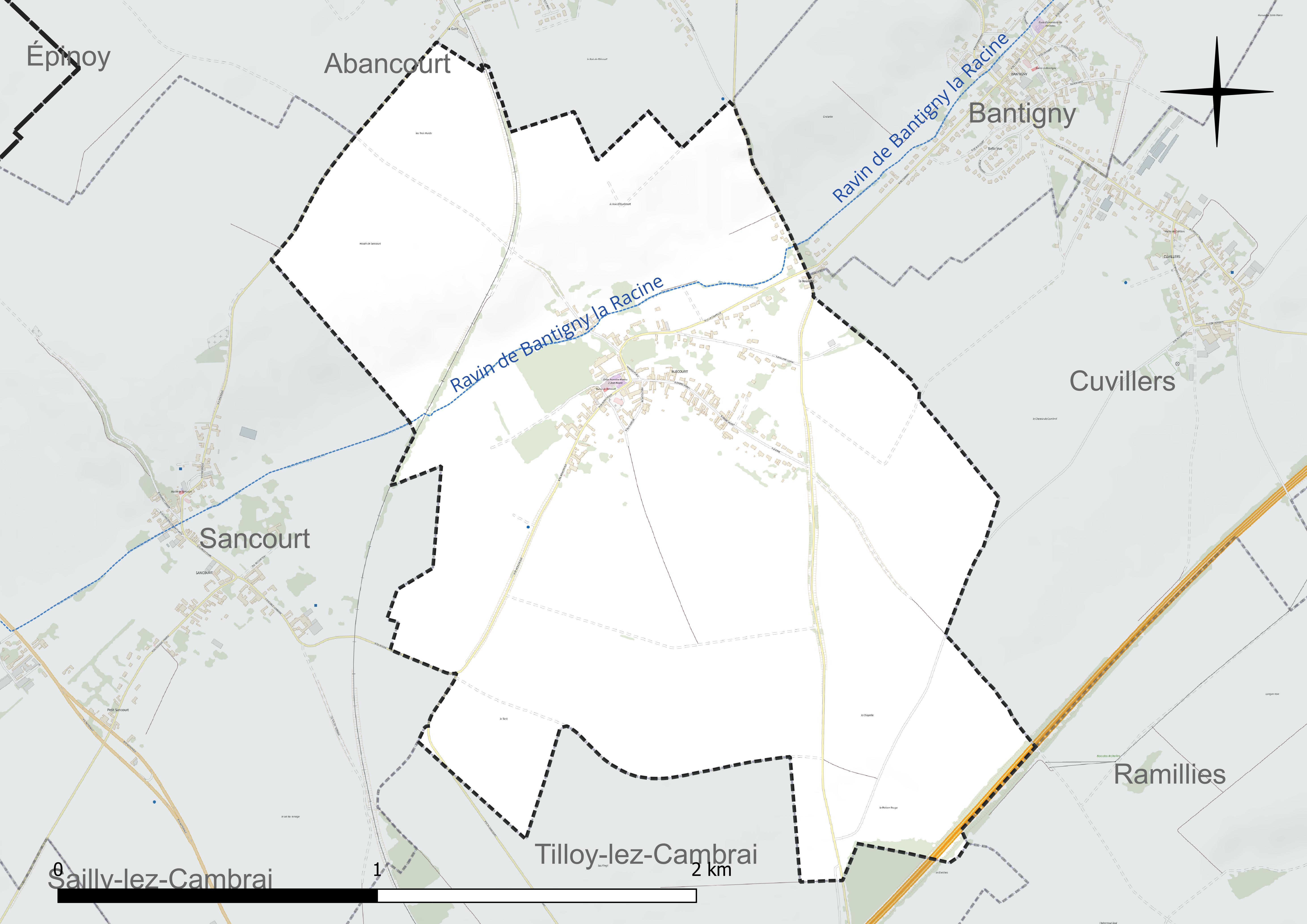
Réseau hydrographique de Blécourt.

#### Gestion et qualité des eaux
Le territoire communal est couvert par le schéma d'aménagement et de gestion des eaux (SAGE) « Sensée ». Ce document de planification concerne un territoire de 857 km2 de superficie, délimité par le bassin versant de la Sensée. Le périmètre a été arrêté le 14 janvier 2023 et le SAGE proprement dit a été approuvé le 21 février 2020. La structure porteuse de l'élaboration et de la mise en œuvre est le syndicat mixte Escaut et Affluents (SyMEA). 
La qualité des cours d'eau peut être consultée sur un site dédié géré par les agences de l'eau et l'Agence française pour la biodiversité. 

### Climat
Pour des articles plus généraux, voir Climat des Hauts-de-France et Climat du Nord.
En 2010, le climat de la commune est de type climat océanique dégradé des plaines du Centre et du Nord, selon une étude du CNRS s'appuyant sur une série de données couvrant la période 1971-2000. En 2020, Météo-France publie une typologie des climats de la France métropolitaine dans laquelle la commune est exposée à un climat océanique et est dans la région climatique  Nord-est du bassin Parisien, caractérisée par un ensoleillement médiocre, une pluviométrie moyenne régulièrement répartie au cours de l'année et un hiver froid (3 °C). 
Pour la période 1971-2000, la température annuelle moyenne est de 10,5 °C, avec une amplitude thermique annuelle de 15 °C. Le cumul annuel moyen de précipitations est de 704 mm, avec 12,1 jours de précipitations en janvier et 9,2 jours en juillet. Pour la période 1991-2020, la température moyenne annuelle observée sur la station météorologique la plus proche, située sur la commune de Douai à 19 km à vol d'oiseau, est de 11,0 °C et le cumul annuel moyen de précipitations est de 729,2 mm,. Pour l'avenir, les paramètres climatiques de la commune estimés pour 2050 selon différents scénarios d'émission de gaz à effet de serre sont consultables sur un site dédié publié par Météo-France en novembre 2022.

## Urbanisme

### Typologie
Au 1er janvier 2024, Blécourt est catégorisée bourg rural, selon la nouvelle grille communale de densité à sept niveaux définie par l'Insee en 2022.
Elle est située hors unité urbaine. Par ailleurs la commune fait partie de l'aire d'attraction de Cambrai, dont elle est une commune de la couronne,. Cette aire, qui regroupe 64 communes, est catégorisée dans les aires de 50 000 à moins de 200 000 habitants,.

### Occupation des sols
L'occupation des sols de la commune, telle qu'elle ressort de la base de données européenne d'occupation biophysique des sols Corine Land Cover (CLC), est marquée par l'importance des territoires agricoles (91,3 % en 2018), en diminution par rapport à 1990 (92,8 %). La répartition détaillée en 2018 est la suivante : 
terres arables (91,3 %), zones urbanisées (8,7 %). L'évolution de l'occupation des sols de la commune et de ses infrastructures peut être observée sur les différentes représentations cartographiques du territoire : la carte de Cassini (XVIIIe siècle), la carte d'état-major (1820-1866) et les cartes ou photos aériennes de l'IGN pour la période actuelle (1950 à aujourd'hui).

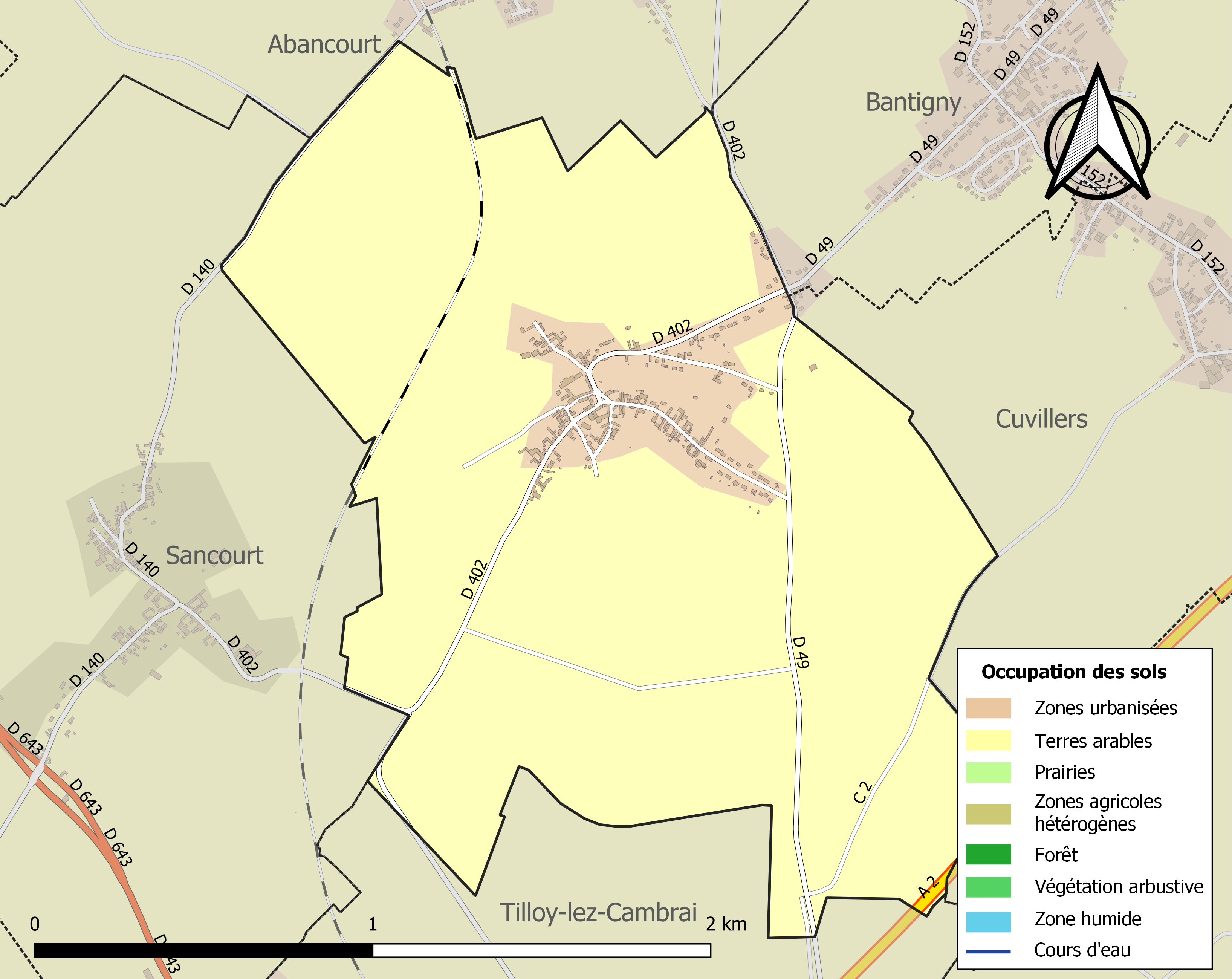
Carte des infrastructures et de l'occupation des sols de la commune en 2018 (CLC).

### Habitat et logement
En 2014 et  2019, le nombre total de logements dans la commune était de 142, alors qu'il était de 139 en 2009.
Parmi ces logements, 91,5 % étaient des résidences principales, 0,7 % des résidences secondaires et 7,7 % des logements vacants. Ces logements étaient pour 100 % d'entre eux des maisons individuelles et pour 0 % des appartements.
Le tableau ci-dessous présente la typologie des logements à Blécourt en 2019 en comparaison avec celle du Nord et de la France entière. Une caractéristique marquante du parc de logements est ainsi une proportion de résidences secondaires et logements occasionnels (0,7 %) inférieure à celle du département (1,6 %) mais supérieure à celle de la France entière (9,7 %). Concernant le statut d'occupation de ces logements, 88,5 % des habitants de la commune sont propriétaires de leur logement (91,3 % en 2014), contre 54,7 % pour le Nord et 57,5 pour la France entière.
| Typologie                                               | Blécourt | Nord | France entière |
| ------------------------------------------------------- | -------- | ---- | -------------- |
| Résidences principales (en %)                           | 91,5     | 90,6 | 82,1           |
| Résidences secondaires et logements occasionnels (en %) | 0,7      | 1,6  | 9,7            |
| Logements vacants (en %)                                | 7,7      | 7,8  | 8,2            |

### Voies de communication et transports
La commune est desservie par le réseau de transports urbains de la Communauté d'agglomération de Cambrai appelé TUC (Transports Urbains du Cambrésis), par la ligne 17,.

## Toponymie
Blécourt est cité pour la première fois dans les textes anciens en 1064 comme Blatincourt. On trouve plus tard les noms de Bahicourt (1109), Blaercurth et Blahiercort (1121, 1181), Blecurt (1129), Blahercurt (1129), Blaicorte (1140), Blecort (1184), Belckurt (1271), Blahiercourt (1274), Bleicourt (1275), Bleycourt (1305), Blaicourt (1349), Blecourt (1322 et 1525),. Boniface interprète le nom comme « la métairie du vallon » et l'oppose à Sancourt, « la métairie de la hauteur ».

## Histoire

### Moyen Âge
En 1121, Blécourt n'était qu'une dépendance d'Abancourt, ainsi que l'indique une lettre de l'évêque de Cambrai Burchard concédant la localité à la cathédrale : « altare de Abuncurt cum apenditiis suis Banthineis, et Blahiercort ».
La première famille seigneuriale, à la tête de la seigneurie et ayant pris le nom de Blécourt, serait pour certains issue d'un puiné des comtes de Cambrai et, pour d'autres, elle serait une branche cadette des Walincourt, issue de la première Maison d'Oisy.
Vers 1275, cette famille quitte la seigneurie de Blécourt et s'installe à Cambrai, qu'elle quittera vers 1555 bannie par le duc d'Albe (pour cause de religion, les Blécourt ayant adopté la religion protestante). Un moment en exil à Cologne, l'ancienne famille de Blécourt s'installe définitivement aux Pays-Bas.
En 1275, la seigneurie de Blécourt est scindée en deux : une partie va à Jacquemart Grébert, Chevalier, Seigneur de Blécourt et Châtelain de Cantaing puis à ses héritiers.
L'autre partie est acquise par la famille de Woord dite « de Noerdes ».

### Temps modernes
Au XVIe siècle, Blécourt est réuni par le mariage de Héléne de Noerdes, fille de Jean de Noerdes, avec Jacques Grébert, Chevalier, Sire de Blécourt, descendant à la 7e génération de Jacquemart Grébert et d'Alix de Caullery.
Par héritages et mariages, Blécourt passe dans les familles de Béthencourt et Parisot dite « La Valette » (vers 1713, Antoine Parisot, époux de Vivine Adolphine de Herbais est seigneur de Blécourt; leur fils Charles Louis Joseph Armand, né à Cambrai, est seigneur de Saint-Piton (sans doute Saint-Python) et, en 1715 Charles-Louis de Parisot de la Valette vend la Seigneurie à Martin Brousse.
En 1692, Blécourt compte 26 feux soit environ 130 habitants, en 1790 environ 315 habitants.
Blécourt est marquée par les guerres de Religion et connait des heures dramatiques durant les guerres qui opposent Français et Espagnols pour la possession des Pays-Bas espagnols (Flandre, Artois, Hainaut et Cambrésis).

### Époque contemporaine

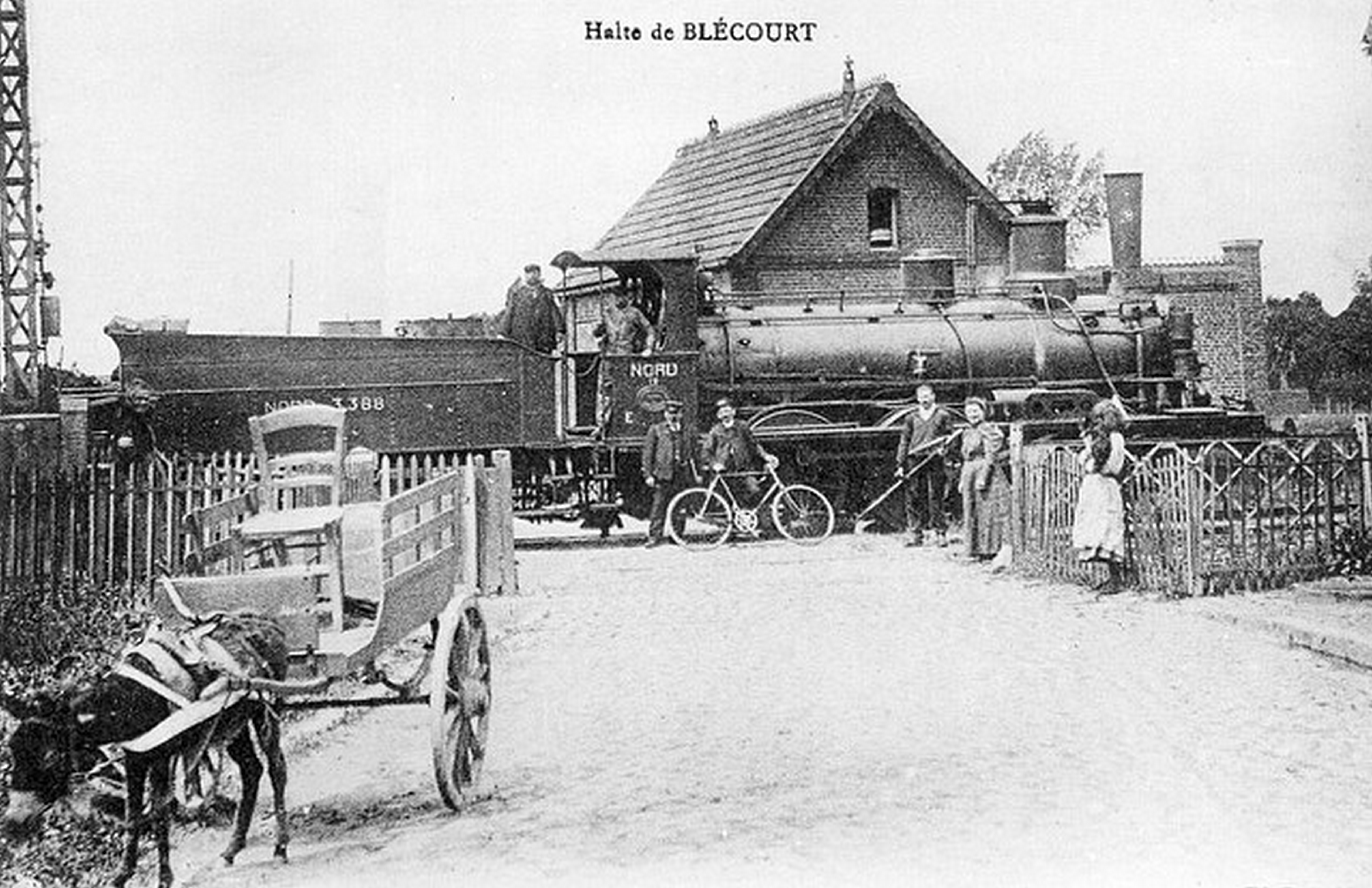
La halte ferroviaire au début du XXe siècle.

En 1890, Blécourt compte 419 habitants.
La commune a disposé de la gare de Blécourt de 1876 à 1970, sur la Ligne de Saint-Just-en-Chaussée à Douai
La Première Guerre mondiale fait 38 victimes Blécourtoises.
La population est de 326 habitants en 1991, Blécourt étant victime de l'exode rural.

## Politique et administration

### Rattachements administratifs et électoraux

#### Rattachements administratifs
La commune se trouve  dans l'arrondissement de Cambrai du département du Nord.
Elle faisait partie depuis 1801 du canton de Cambrai-Ouest. Dans le cadre du redécoupage cantonal de 2014 en France, cette circonscription administrative territoriale a disparu, et le canton n'est plus qu'une circonscription électorale.

#### Rattachements électoraux
Pour les élections départementales, la commune fait partie depuis 2014 du canton de Cambrai
Pour l'élection des députés, elle fait partie de la dix-huitième circonscription du Nord.

### Intercommunalité
Blécourt était membre de la communauté de communes de l'Ouest Cambrésis, un établissement public de coopération intercommunale (EPCI) à fiscalité propre créé fin 1993 et auquel la commune avait transféré un certain nombre de ses compétences, dans les conditions déterminées par le code général des collectivités territoriales.
Cette intercommunalité a fusionné le 1er janvier 2014 au sein de la communauté d'agglomération de Cambrai, dont est désormais membre la commune.

### Liste des maires
| Période                                  | Période                        | Identité                                        | Étiquette | Qualité          |
| ---------------------------------------- | ------------------------------ | ----------------------------------------------- | --------- | ---------------- |
| Les données manquantes sont à compléter. |                                |                                                 |           |                  |
| avant 1802                               | 1808                           | Albert Patou                                    |           |                  |
| Les données manquantes sont à compléter. |                                |                                                 |           |                  |
| 1958                                     | août 1989                      | Philippe Copin (7 décembre 1910 - 25 août 1989) |           | Mort en fonction |
| septembre 1989                           | mai 2020                       | Albert Leverd (né le 12 mars 1946)              |           |                  |
| mai 2020                                 | En cours (au 24 décembre 2020) | Jean-Paul Basselet (né le 31 janvier 1950)      |           |                  |

## Équipements et services publics

### Enseignement
Blécourt relève de l'académie de Lille.

## Population et société

### Démographie

#### Évolution démographique
L'évolution du nombre d'habitants est connue à travers les recensements de la population effectués dans la commune depuis 1793. Pour les communes de moins de 10 000 habitants, une enquête de recensement portant sur toute la population est réalisée tous les cinq ans, les populations de référence des années intermédiaires étant quant à elles estimées par interpolation ou extrapolation. Pour la commune, le premier recensement exhaustif entrant dans le cadre du nouveau dispositif a été réalisé en 2004.

En 2022, la commune comptait 309 habitants, en évolution de +1,31 % par rapport à 2016 (Nord : +0,51 %, France hors Mayotte : +2,11 %).
| 1793 | 1800 | 1806 | 1821 | 1831 | 1836 | 1841 | 1846 | 1851 |
| ---- | ---- | ---- | ---- | ---- | ---- | ---- | ---- | ---- |
| 306  | 210  | 473  | 367  | 398  | 383  | 404  | 422  | 445  |

| 1856 | 1861 | 1866 | 1872 | 1876 | 1881 | 1886 | 1891 | 1896 |
| ---- | ---- | ---- | ---- | ---- | ---- | ---- | ---- | ---- |
| 415  | 417  | 388  | 400  | 407  | 419  | 409  | 368  | 386  |

| 1901 | 1906 | 1911 | 1921 | 1926 | 1931 | 1936 | 1946 | 1954 |
| ---- | ---- | ---- | ---- | ---- | ---- | ---- | ---- | ---- |
| 354  | 360  | 365  | 307  | 317  | 311  | 302  | 295  | 276  |

| 1962 | 1968 | 1975 | 1982 | 1990 | 1999 | 2004 | 2006 | 2009 |
| ---- | ---- | ---- | ---- | ---- | ---- | ---- | ---- | ---- |
| 276  | 264  | 273  | 326  | 326  | 346  | 358  | 359  | 360  |

| 2014 | 2019 | 2022 | - | - | - | - | - | - |
| ---- | ---- | ---- | - | - | - | - | - | - |
| 313  | 305  | 309  | - | - | - | - | - | - |

#### Pyramide des âges
La population de la commune est relativement jeune.
En 2018, le taux de personnes d'un âge inférieur à 30 ans s'élève à 31,2 %, soit en dessous de la moyenne départementale (39,5 %). À l'inverse, le taux de personnes d'âge supérieur à 60 ans est de 25,2 % la même année, alors qu'il est de 22,5 % au niveau départemental.
En 2018, la commune comptait 144 hommes pour 161 femmes, soit un taux de 52,79 % de femmes, légèrement supérieur au taux départemental (51,77 %).
Les pyramides des âges de la commune et du département s'établissent comme suit.
| Hommes | Classe d’âge | Femmes |
| ------ | ------------ | ------ |
| 0,7    | 90 ou +      | 1,2    |
| 5,6    | 75-89 ans    | 7,5    |
| 16,7   | 60-74 ans    | 18,6   |
| 29,9   | 45-59 ans    | 24,2   |
| 18,1   | 30-44 ans    | 15,5   |
| 15,3   | 15-29 ans    | 16,8   |
| 13,9   | 0-14 ans     | 16,1   |

| Hommes | Classe d’âge | Femmes |
| ------ | ------------ | ------ |
| 0,5    | 90 ou +      | 1,4    |
| 5,3    | 75-89 ans    | 8,1    |
| 14,8   | 60-74 ans    | 16,2   |
| 19,1   | 45-59 ans    | 18,4   |
| 19,5   | 30-44 ans    | 18,7   |
| 20,7   | 15-29 ans    | 19,1   |
| 20,2   | 0-14 ans     | 18     |

## Culture et patrimoine

### Lieux et monuments

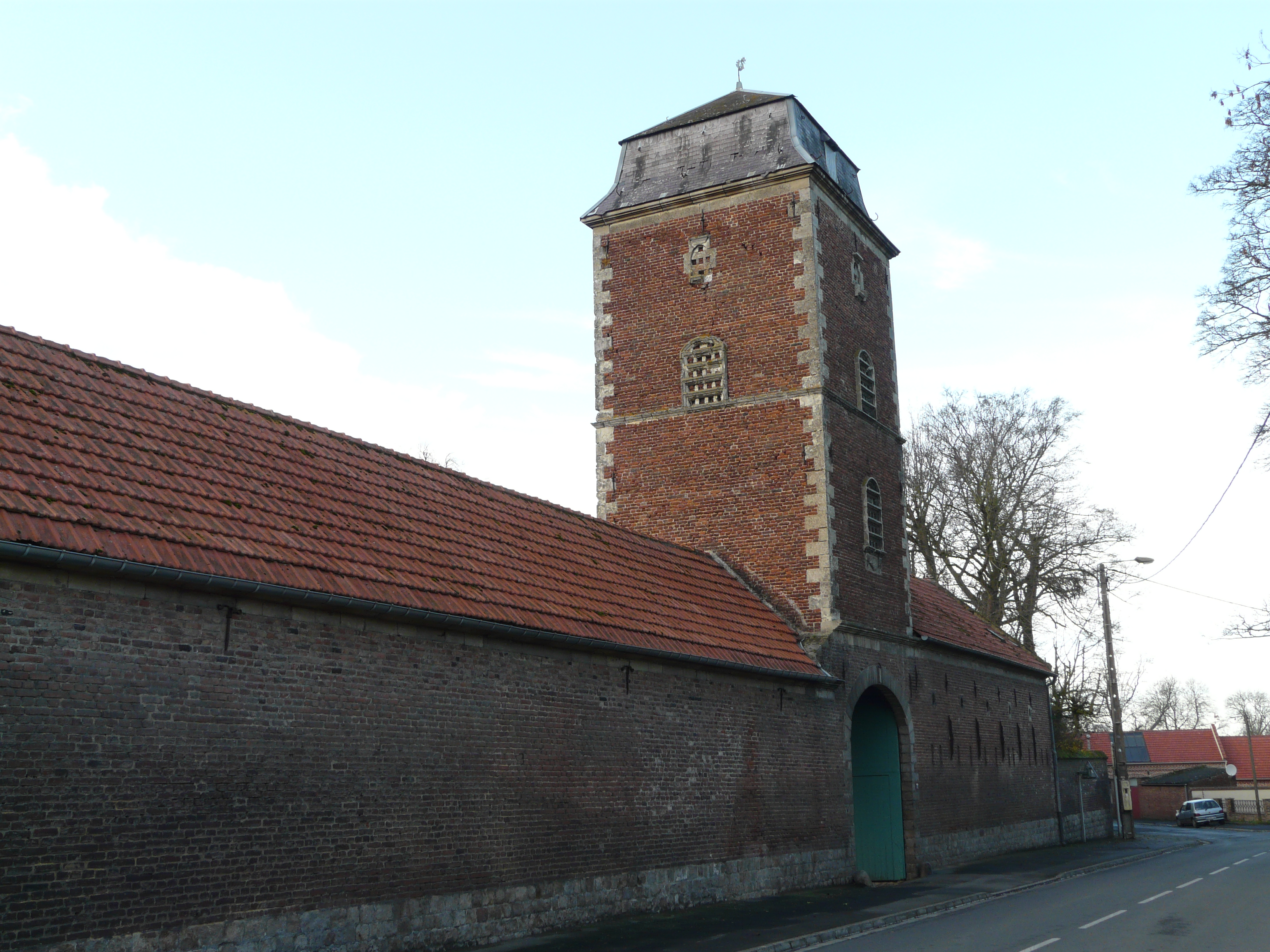
Le porche-pigeonnier de la ferme Valicourt.

- L'église actuelle est une reconstruction de 1924, la précédente ayant été complètement détruite en 1918  durant la Première Guerre mondiale.
- La ferme de la famille de Valicourt a un porche-pigeonnier d'entrée.
- La chapelle Notre-Dame-de-la-Paix, datée de 1840, située à l'angle des rues de la Chapelle et Philippe-Copin[30],[31], et la chapelle Notre-Dame-de-Grâce[32].

### Héraldique
| Blason de Blécourt | Blason  | D'or à trois lions de sable.                     |
| Blason de Blécourt | Détails | Le statut officiel du blason reste à déterminer. |

## Pour approfondir